# A-68930
A-68930 je sintetičko jedinjenje koje deluje kao selektivni parcijalni agonist D1. On je oralno aktivan i ima antidepresivno i anoreksično dejstvo na životinje, proizvodi budnost i tahikardiju, ali bez stimulansnih efekata, umesto toga uzrokuje sedaciju. Moguće je da je razlika u dejstvu između A-68930 i drugih D1 agonista kao što je SKF-82958 posledica različitih efekata na srodni D5 receptor.